# Alexandra Viktorie Šlesvicko-Holštýnsko-Sonderbursko-Glücksburská
Alexandra Viktorie Šlesvicko-Holštýnsko-Sonderbursko-Glücksburská (Alexandra Viktorie Augusta Leopoldina Šarlota Amálie Vilemína; 21. dubna 1887, Grünholz – 15. dubna 1957, Lyon) byla dcerou vévody Fridricha Ferdinanda Šlesvicko-Holštýnského a jeho manželky Karolíny Matyldy Šlesvicko-Holštýnsko-Sonderbursko-Augustenburské a sňatkem pruskou princeznou.

## Původ a rodina

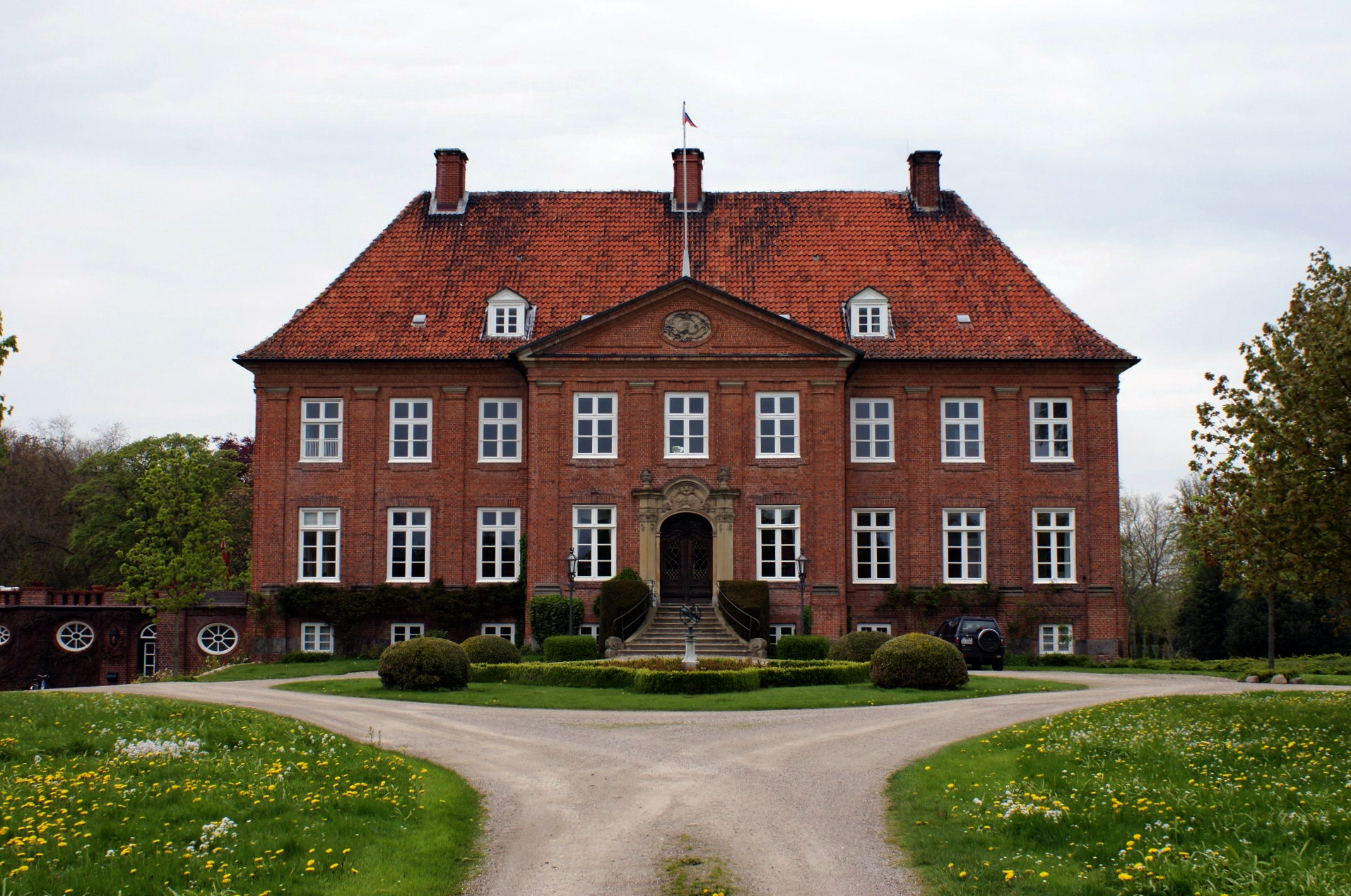
Rodiště princezny Alexandry Viktorie, Grünholz Manor, fotografie z roku 2010.

Princezna Alexandra Viktorie se narodila 21. dubna 1887 v Grünholz Manor v pruském Šlesvicko-Holštýnsku jako druhá dcera vévody Fridricha Ferdinanda Šlesvicko-Holštýnského a jeho manželky Karolíny Matyldy Šlesvicko-Holštýnsko-Sonderbursko-Augustenburské.
Alexandřin otec byl nejstarším synem vévody Fridricha Šlesvicko-Holštýnsko-Sonderbursko-Glücksburského a synovcem dánského krále Kristiána IX. Po smrti otce 27. listopadu 1885 se stal třicetiletý Fridrich Ferdinand hlavou rodu Glücksburků a vévodou.

## Manželství a potomci

### Princ August Vilém

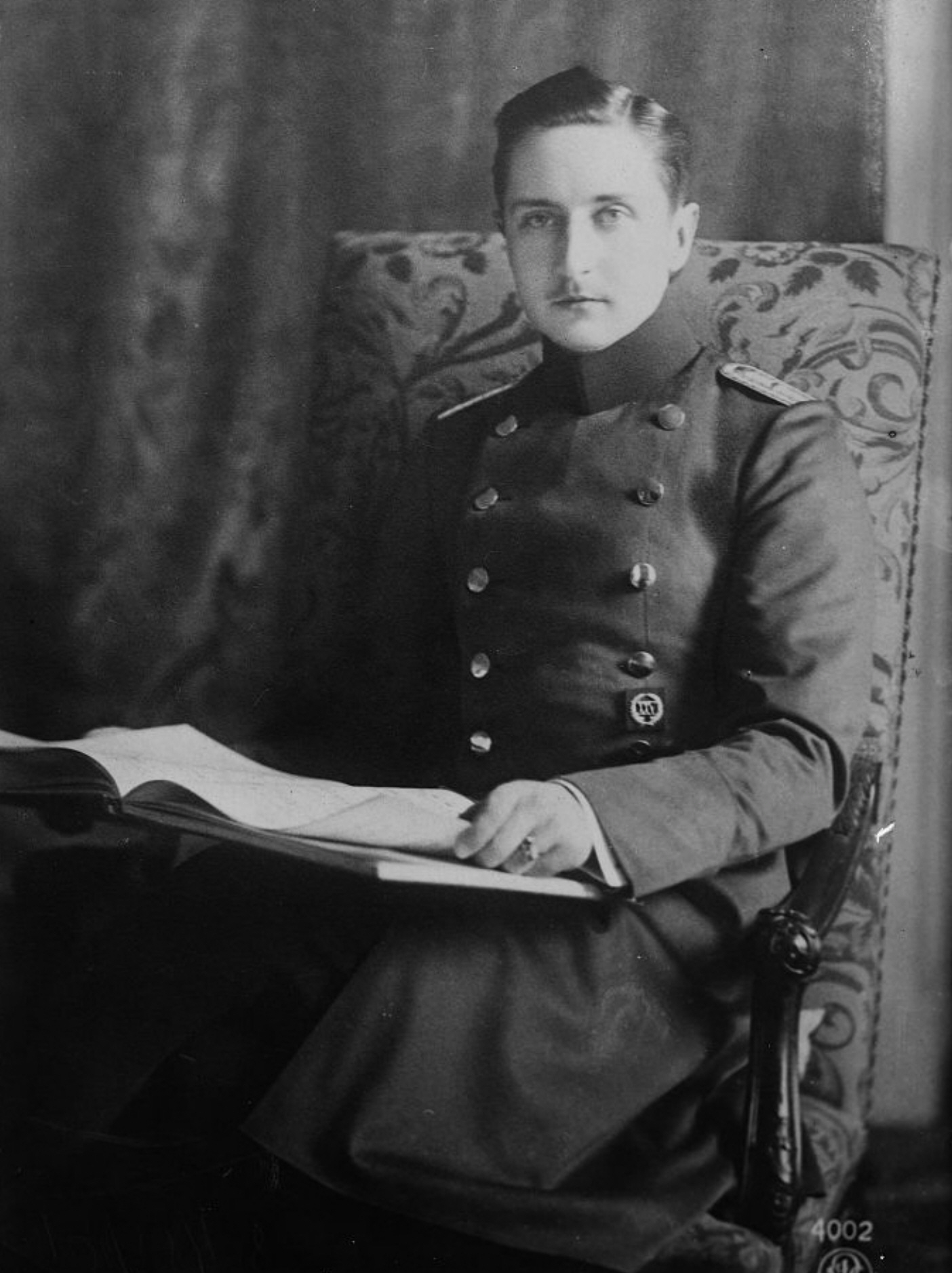
První manžel Alexandry Viktorie, princ August Vilém Pruský

Alexandřiným prvním manželem byl její bratranec princ August Vilém Pruský, syn císaře Viléma II. a jeho manželky Augusty Viktorie, která byla sestrou Alexandrovy matky.
Svatba se uskutečnila 22. října 1908 v berlínském Stadtschloss. Oběma bylo dvacet jedna let. Manželství bylo sice domluveno císařem a císařovnou, ale bylo relativně šťastné. Alexandra byla velkou oblíbenkyní své tchyně, zejména proto, že byla císařovna její tetou. Současnice u dvora, princezna Kateřina Radziwillová o Alexandře poznamenala, že "vždy projevovala ochotu poslouchat svou tchyni. Je to milá dívka - spravedlivá, naditá a dokonalý typ 'Deutsche Hausfrau', který je drahý duším německých romanopisců". Jiný současník napsal, že manželství bylo z lásky a že Alexandra byla "okouzlující, krásná, bystrá dívka".
Pár plánoval, že se usídlí v berlínském paláci Schönhausen, ale rozmysleli si to, když se otec Augusta Viléma rozhodl, že synovi zanechá vilu Liegnitz v parku Sanssouci v Postupimi. Své sídlo rozvinuli v místo setkání umělců a učenců.
Alexandra Viktorie měla s Augustem Vilémem jednoho syna:
- Alexandr Ferdinand Pruský (26. 12. 1912 Berlín – 12. 6. 1985 Wiesbaden)[1]
⚭ 1938 Armgard Weygand (22. 8. 1912 Mohuč – 3. 12. 2001)[2] morganatické manželství

Během první světové války byl August Vilém jmenován okresním správcem okresu Ruppin; s jeho úřadem se změnila také jeho residence, kterou se stal zámek Rheinsberg. V jeho životě hrál významnou roli jeho osobní pobočník Hans Georg von Mackensen, s nímž se blízce přátelil již od mládí. Tyto „výrazné homofilní tendence“ přispěly k neúspěchu jeho manželství s princeznou Alexandrou Viktorií. Formálně se nerozvedli jen kvůli nesouhlasu císaře Viléma II.
Po pádu německé monarchie v roce 1918 se pár 16. března 1920 konečně rozvedl.

### Arnold Rümann
Alexandřiným druhým manželem byl Arnold Rümann, za něhož se provdala jako pětatřicetiletá žena 7. ledna 1922 v rodném městě Grünholz. V roce 1926 se Alexandra na nějaký čas přestěhovala do New Yorku, kde pracovala jako malířka. S Arnoldem se v roce 1933 rozvedli.

## Pozdější léta
Po druhé světové válce žila Alexandra v karavanu u Wiesbadenu, kde se živila jako malířka portrétů a krajiny. Zemřela 15. dubna 1957 v hotelu ve francouzském Lyonu.

## Vývod z předků
|                                                                   |                                                                      |  |                                                                        |                                          |  |  |  |  |  |  |  | Fridrich Karel Ludvík Šlesvicko-Holštýnsko-Sonderbursko-Becký |
|                                                                   |                                                                      |  |                                                                        |                                          |  |  |  |  |  |  |  |                                                               |
|                                                                   | Fridrich Vilém Šlesvicko-Holštýnsko-Sonderbursko-Glücksburský        |  |                                                                        |                                          |  |  |  |  |  |  |  |                                                               |
|                                                                   |                                                                      |  |                                                                        |                                          |  |  |  |  |  |  |  |                                                               |
|                                                                   |                                                                      |  |                                                                        | Frederika Schliebenská                   |  |  |  |  |  |  |  |                                                               |
|                                                                   |                                                                      |  |                                                                        |                                          |  |  |  |  |  |  |  |                                                               |
|                                                                   | Fridrich Šlesvicko-Holštýnsko-Sonderbursko-Glücksburský              |  |                                                                        |                                          |  |  |  |  |  |  |  |                                                               |
|                                                                   |                                                                      |  |                                                                        |                                          |  |  |  |  |  |  |  |                                                               |
|                                                                   |                                                                      |  |                                                                        | Karel Hesensko-Kasselský                 |  |  |  |  |  |  |  |                                                               |
|                                                                   |                                                                      |  |                                                                        |                                          |  |  |  |  |  |  |  |                                                               |
|                                                                   | Luisa Karolina Hesensko-Kasselská                                    |  |                                                                        |                                          |  |  |  |  |  |  |  |                                                               |
|                                                                   |                                                                      |  |                                                                        |                                          |  |  |  |  |  |  |  |                                                               |
|                                                                   |                                                                      |  |                                                                        | Luisa Dánská a Norská                    |  |  |  |  |  |  |  |                                                               |
|                                                                   |                                                                      |  |                                                                        |                                          |  |  |  |  |  |  |  |                                                               |
|                                                                   | Fridrich Ferdinand Šlesvicko-Holštýnský                              |  |                                                                        |                                          |  |  |  |  |  |  |  |                                                               |
|                                                                   |                                                                      |  |                                                                        |                                          |  |  |  |  |  |  |  |                                                               |
|                                                                   |                                                                      |  |                                                                        | Filip II. ze Schaumburg-Lippe            |  |  |  |  |  |  |  |                                                               |
|                                                                   |                                                                      |  |                                                                        |                                          |  |  |  |  |  |  |  |                                                               |
|                                                                   | Jiří Vilém ze Schaumburg-Lippe                                       |  |                                                                        |                                          |  |  |  |  |  |  |  |                                                               |
|                                                                   |                                                                      |  |                                                                        |                                          |  |  |  |  |  |  |  |                                                               |
|                                                                   |                                                                      |  |                                                                        | Juliana Hesensko-Philippsthalská         |  |  |  |  |  |  |  |                                                               |
|                                                                   |                                                                      |  |                                                                        |                                          |  |  |  |  |  |  |  |                                                               |
|                                                                   | Adléta ze Schaumburg-Lippe                                           |  |                                                                        |                                          |  |  |  |  |  |  |  |                                                               |
|                                                                   |                                                                      |  |                                                                        |                                          |  |  |  |  |  |  |  |                                                               |
|                                                                   |                                                                      |  |                                                                        | Jiří I. Waldecko-Pyrmontský              |  |  |  |  |  |  |  |                                                               |
|                                                                   |                                                                      |  |                                                                        |                                          |  |  |  |  |  |  |  |                                                               |
|                                                                   | Ida Waldecko-Pyrmontská                                              |  |                                                                        |                                          |  |  |  |  |  |  |  |                                                               |
|                                                                   |                                                                      |  |                                                                        |                                          |  |  |  |  |  |  |  |                                                               |
|                                                                   |                                                                      |  |                                                                        | Augusta Schwarzbursko-Sondershausenská   |  |  |  |  |  |  |  |                                                               |
|                                                                   |                                                                      |  |                                                                        |                                          |  |  |  |  |  |  |  |                                                               |
| Alexandra Viktorie Šlesvicko-Holštýnsko-Sonderbursko-Glücksburská |                                                                      |  |                                                                        |                                          |  |  |  |  |  |  |  |                                                               |
|                                                                   |                                                                      |  |                                                                        |                                          |  |  |  |  |  |  |  |                                                               |
|                                                                   |                                                                      |  | Frederik Kristián II. Šlesvicko-Holštýnsko-Sonderbursko-Augustenburský |                                          |  |  |  |  |  |  |  |                                                               |
|                                                                   |                                                                      |  |                                                                        |                                          |  |  |  |  |  |  |  |                                                               |
|                                                                   | Kristián August II. Šlesvicko-Holštýnsko-Sonderbursko-Augustenburský |  |                                                                        |                                          |  |  |  |  |  |  |  |                                                               |
|                                                                   |                                                                      |  |                                                                        |                                          |  |  |  |  |  |  |  |                                                               |
|                                                                   |                                                                      |  |                                                                        | Luisa Augusta Dánská                     |  |  |  |  |  |  |  |                                                               |
|                                                                   |                                                                      |  |                                                                        |                                          |  |  |  |  |  |  |  |                                                               |
|                                                                   | Fridrich VIII. Šlesvicko-Holštýnský                                  |  |                                                                        |                                          |  |  |  |  |  |  |  |                                                               |
|                                                                   |                                                                      |  |                                                                        |                                          |  |  |  |  |  |  |  |                                                               |
|                                                                   |                                                                      |  |                                                                        | Kristián Konrád Danneskioldsko-Samsøeský |  |  |  |  |  |  |  |                                                               |
|                                                                   |                                                                      |  |                                                                        |                                          |  |  |  |  |  |  |  |                                                               |
|                                                                   | Luisa Žofie z Danneskiold-Samsøe                                     |  |                                                                        |                                          |  |  |  |  |  |  |  |                                                               |
|                                                                   |                                                                      |  |                                                                        |                                          |  |  |  |  |  |  |  |                                                               |
|                                                                   |                                                                      |  |                                                                        | Henrietta Danneskioldsko-Samsøeská       |  |  |  |  |  |  |  |                                                               |
|                                                                   |                                                                      |  |                                                                        |                                          |  |  |  |  |  |  |  |                                                               |
|                                                                   | Karolína Matylda Šlesvicko-Holštýnsko-Sonderbursko-Augustenburská    |  |                                                                        |                                          |  |  |  |  |  |  |  |                                                               |
|                                                                   |                                                                      |  |                                                                        |                                          |  |  |  |  |  |  |  |                                                               |
|                                                                   |                                                                      |  |                                                                        | Karel Ludvík Hohenlohe-Langenburský      |  |  |  |  |  |  |  |                                                               |
|                                                                   |                                                                      |  |                                                                        |                                          |  |  |  |  |  |  |  |                                                               |
|                                                                   | Arnošt I. z Hohenlohe-Langenburgu                                    |  |                                                                        |                                          |  |  |  |  |  |  |  |                                                               |
|                                                                   |                                                                      |  |                                                                        |                                          |  |  |  |  |  |  |  |                                                               |
|                                                                   |                                                                      |  |                                                                        | Amálie Henrietta ze Solms-Baruth         |  |  |  |  |  |  |  |                                                               |
|                                                                   |                                                                      |  |                                                                        |                                          |  |  |  |  |  |  |  |                                                               |
|                                                                   | Adléta z Hohenlohe-Langenburgu                                       |  |                                                                        |                                          |  |  |  |  |  |  |  |                                                               |
|                                                                   |                                                                      |  |                                                                        |                                          |  |  |  |  |  |  |  |                                                               |
|                                                                   |                                                                      |  |                                                                        | Emich Karel Leiningenský                 |  |  |  |  |  |  |  |                                                               |
|                                                                   |                                                                      |  |                                                                        |                                          |  |  |  |  |  |  |  |                                                               |
|                                                                   | Feodora Leiningenská                                                 |  |                                                                        |                                          |  |  |  |  |  |  |  |                                                               |
|                                                                   |                                                                      |  |                                                                        |                                          |  |  |  |  |  |  |  |                                                               |
|                                                                   |                                                                      |  |                                                                        | Viktorie Sasko-Kobursko-Saalfeldská      |  |  |  |  |  |  |  |                                                               |
|                                                                   |                                                                      |  |                                                                        |                                          |  |  |  |  |  |  |  |                                                               |